# 鱼河 (纳米比亚)

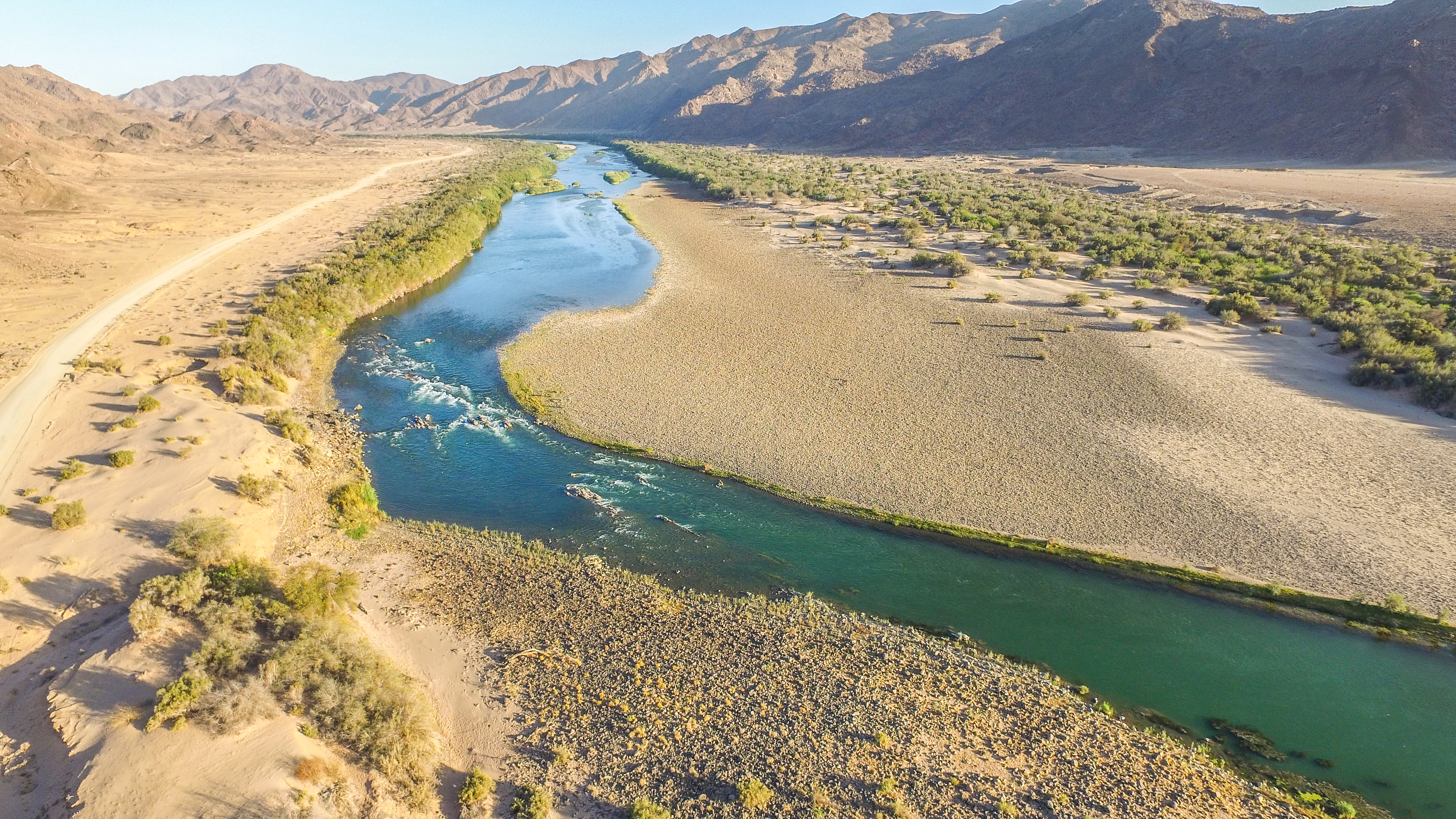

鱼河（The Fish River），是奥兰治河北岸的主要支流之一，也是纳米比亚南部最大的河流，全长约650公里。
鱼河在马林塔尔附近建有哈达普大坝，其形成的哈达普大坝水库面积25平方公里，是纳米比亚最大的湖泊。在大坝的下游，鱼河在高原上切割出一条长160公里，最深处达550米的鱼河峡谷，是纳米比亚南部的著名旅游景点。
28°08′S 17°11′E / 28.133°S 17.183°E